# Android 13
Android 13 ist die dreizehnte Hauptversion von Android, dem mobilen Betriebssystem, das von der Open Handset Alliance unter der Leitung von Google entwickelt wird. Die erste Developer-Preview wurde am 10. Februar 2022 veröffentlicht. Die finale Version wurde am 15. August 2022 veröffentlicht.
Im Dezember 2024 lief Android 13 auf 18,95 % aller Android-Geräte.

## Geschichte

Android 13 Developer-Preview Logo

Android 13 wurde in einem Android-Blog am 10. Februar 2022 angekündigt. Eine Developer-Preview wurde sofort veröffentlicht, sowie eine Roadmap mit den Daten von Updates. Diese beinhaltete eine weitere Developer-Preview im März, sowie vier monatliche Betaversionen, beginnend im April, wobei die letzte im Juli die Plattformstabilität erreichte und die allgemeine Verfügbarkeit kurz darauf erfolgte.
Die zweite Developer Preview wurde am 17. März 2022 veröffentlicht, gefolgt vom ersten Beta-Build, das am 26. April 2022 veröffentlicht wurde. Es folgte Beta 2 am 11. Mai 2022, die am 26. Mai ein Bugfix-Update auf Beta 2.1 erhielt. Die dritte Beta wurde am 8. Juni 2022 veröffentlicht und erhielt am 10. Juni ein Bugfix-Update auf Beta 3.1, am 16. Juni ein Bugfix-Update auf Beta 3.2 sowie am 27. Juni ein Bugfix-Update auf Beta 3.3. Beta 4 wurde am 13. Juli 2022 veröffentlicht. Einen Monat später am 15. August 2022 gab es den offiziellen Release der finalen Version.
Üblicherweise sind die ersten Geräte, die die neuste Version von Android erhalten die Pixel-Smartphones von Google, was auch hier erneut der Fall war. Das Pixel 4, 4 XL, 4a, 4a (5G), 5, 5a, 6, 6 Pro sowie das Pixel 6a erhielten das Update.

## Neue Funktionen
Gegenüber älteren Android-Versionen wird nun die Anzahl der aktiven Apps am unteren Ende der Benachrichtigungsseite angezeigt. Durch Antippen lässt sich in Erfahrung bringen, welche Apps wie lange bereits geöffnet sind. Geöffnete Apps lassen sich dort auch gleich schließen. Außerdem müssen Apps nun nach Berechtigungen für Benachrichtigungen fragen.
Bereits seit der zweiten Beta erhielt der Pixel Launcher eine universelle Suchleiste, welche sowohl Ergebnisse aus dem Internet als auch von lokalen Apps und Aktivitäten anzeigen kann.
Ebenfalls hinzugefügt wurde die Möglichkeit, verschiedene App-Sprachen direkt in den Einstellungen auszuwählen.
Die bereits in Android 12 eingeführte Umstrukturierung zum Material You-Design, wodurch Systemfarben sich an das Hintergrundbild anpassen, wurde erweitert, und es gibt nun deutlich mehr automatisierte als auch manuell wählbare Farben.